# The 11th Hour - L'undicesima ora
The 11th Hour - L'undicesima ora è un film documentario di tematica ambientalista del 2007 diretto da Leila Conners Petersen e Nadia Conners, scritto, prodotto e narrato dall'attore Leonardo DiCaprio.
È stato presentato fuori concorso al 60º Festival di Cannes. Nell'edizione precedente del Festival era stato presentato l'analogo Una scomoda verità.